# Шевелёв, Николай Артамонович
Николай Артамонович Шевелёв (25 декабря 1899 — 21 ноября 1943) — советский военный деятель, капитан Рабоче-крестьянской Красной Армии, участник Гражданской и Великой Отечественной войн, Герой Советского Союза (30 октября 1943 года).

## Биография
Родился 25 декабря 1899 года в селе Бежичи (ныне в черте города Брянска) в семье крестьянина. Русский. Член КПСС с 1931 года.
Окончил сельскохозяйственный техникум. Работал на паровозостроительном заводе в Брянске. В Красной Армии в 1918—1923 и с октября 1941 года. Участник Гражданской войны.
На фронте в Великую Отечественную войну с июня 1942 года. Заместитель командира батальона по политической части 120-го стрелкового полка (69-я стрелковая дивизия, 65-я армия, Центральный фронт) капитан Шевелёв с десантной группой 15 октября 1943 года форсировал Днепр в районе посёлка Радуль (Репкинский район Черниговской области), захватил и удерживал рубеж, обеспечивая переправу подразделений полка.
Звание Героя Советского Союза присвоено 30 октября 1943 года. Награждён орденами Ленина, Красной Звезды. Умер от ран 21 ноября 1943 года.
Похоронен в г. п. Лоев Гомельской области.

## Награды и звания
- Герой Советского Союза (30 октября 1943 года)
- Орден Ленина
- Орден Красной Звезды
- Медали

## Память
- Именем Героя названа одна из улиц в Лоеве
- В честь Героя в г. Мозырь установлена мемориальная доска
- В честь героя на стене школы номер 22 в посёлке Бежичи города Брянска установлена мемориальная доска.